# 미국 패션 디자이너 협회

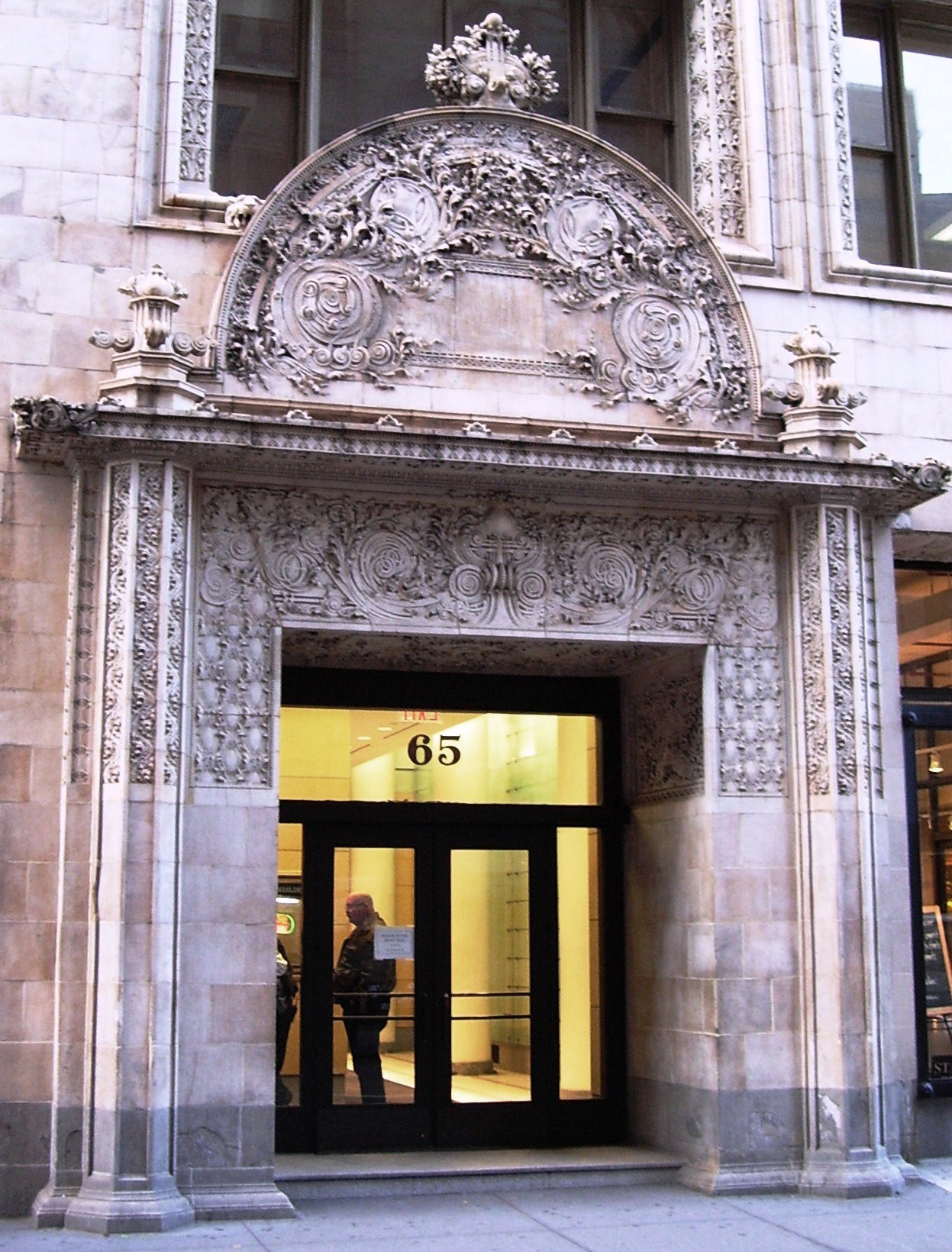
로어맨해튼의 바야드-콘딕트 빌딩 밖의 CFDA

미국 패션 디자이너 협회(Council of Fashion Designers of America, Inc., CFDA)는 1962년 홍보 담당자인 엘레노어 램버트(Eleanor Lambert)가 설립하고 맨해튼에 본부를 두고 있으며 450명 이상의 미국 패션 및 액세서리 디자이너로 구성된 비영리 무역 협회이다. 이 조직은 세계 경제에서 미국 디자이너를 홍보한다.
연례 CFDA 패션 어워드를 주최하는 것 외에도 이 조직은 고등학교, 대학교, 대학원의 장학금과 자원을 통해 미래의 미국 디자인 인재를 육성한다. CFDA는 또한 현직 디자이너들에게 자금과 사업 기회를 제공한다. CFDA 재단을 통해 조직은 자선 활동을 지원한다.

## 같이 보기
- 뉴욕 패션 위크